# Roztříštěné zrcadlo
Roztříštěné zrcadlo (v anglickém originále Shattered Mirror) je v pořadí dvacátá epizoda čtvrté sezóny seriálu Star Trek: Stanice Deep Space Nine.

## Příběh
Na stanici se objeví Jennifer Sisková z paralelního vesmíru, aby informovala Benjamina, že se Rebelům podařilo zmocnit stanice Terok Nor. Benjamin má jednání s bajorským ministrem Gettorem a tak ji zanechá ve společnosti Jakea, kterému velmi připomíná matku. Když se vrátí do kajuty, Jennifer ani Jake v ní nejsou, zato se na stole nachází transportní zařízení schopné přenést osoby do zrcadlového vesmíru. Benjamin se v doprovodu Kiry a Milese O'Briena pokusí přenést na Terok Nor, jenže je transportován pouze on. Přivítá ho zrcadlový O'Brien (zvaný „Smiley“), který ho vzápětí zajme.
Smiley Siskovi vysvětlí, že když byl posledně na stanici Deep Space Nine, zkopíroval si všechny informace o Defiantu a následně vyrobil jeho repliku. Jenže po zapnutí motorů se plavidlo málem rozpadlo a po Siskovi chce, aby jej uvedl do provozu. K Terok Noru se totiž blíží flotila Aliance a Defiant má být jeho hlavním zbraní. Siskovi se rovněž podaří získat užitečné informace od intendantky Kiry, která je na stanici držena jako rukojmí. Mezitím flotila Aliance pod velením samotného regenta Worfa zaútočí na stanici. Nastalého zmatku využije Nog a osvobodí Kiru, která zabila jeho otce i strýce, čímž z něj udělala majitele baru. Kira ovšem rovněž potřebuje Nogovu mlčenlivost a tak ho raději zastřelí. Poté se pokusí dostat na Bajor, ale při cestě k raketoplánu potká Jennifer a Jakea, a vezme je jako rukojmí. Následně chce zabít Jakea, jenže Jennifer ho ochrání a Kira ji smrtelně postřelí. Mezitím se Defiantu podaří odrazit útok flotily a v nejhorší situaci mu přijde na pomoc stíhačka pilotovaná Bashirem a Jadzií.
Worf přísahá pomstu Rebelům a intendantce Kiře, na kterou hodlá svalit vinu za tento neúspěch. Jennifer umírá a Benjamin s Jakem se vrací do svého vesmíru.